# Roddy Doyle

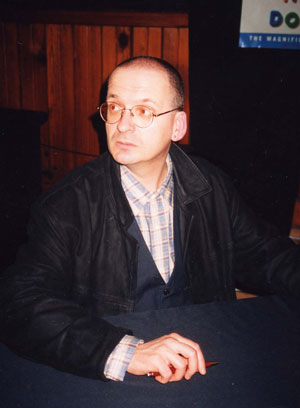
Roddy Doyle

Roddy Doyle (Dublin, 8 mei 1958) is een Iers schrijver. Voor zijn eerste succes was hij leraar Engels en aardrijkskunde aan de Greendale Community School in Kilbarrack, Noord-Dublin, waar hij nog steeds woont. Zijn boeken gaan over de werkende klasse in Dublin, en zijn luchthartig maar hebben een serieuze ondertoon.

### Romans
- De volgende drie romans spelen rondom de familie Rabbite, en zijn in 1992 opnieuw uitgebracht als de "Barrytown Trilogy"
  - The Commitments (1987, verfilmd in 1991 door Alan Parker)
  - The Snapper (De bastaard) (1990) (verfilmd 1993 door Stephen Frears)
  - The Van (De Bus) (1991) (verfilmd 1997 door Stephen Frears)
- The Guts (2013) vervolgt het Rabbite verhaal
- Paddy Clarke Ha Ha Ha (Booker Prize 1993) speelt zich ook af in Barrytown.
- Voor serie 1 van de Open door series schreef hij het boek Not just for christmas (1991)
- The Woman Who Walked Into Doors (De vrouw die tegen de deur aanliep) (1996) (door Doyle bewerkt tot televisieserie 'Family' voor de BBC)
- Deze romans zijn een trilogie over het wedervaren van de Ier Henry Smart. De trilogie schets een geschiedenis van het gewone Ierse volk.
  - A star called Henry (De ster Henry Smart) (1999): begint bij de kinderjaren van Henry Smart en eindigt met zijn vlucht uit Ierland.
  - Oh Play That Thing (De man achter Louis) (2004): Henry Smart's belevenissen in de VS.
  - The Dead Republic (De dode republiek) (2010)
- Doodslag in Dublin (2002) Een  komische thriller geschreven door 15 Ierse auteurs, waaronder Roddy Doyle. Iedere schrijver nam een hoofdstuk op zich. Dit boek werd speciaal geschreven voor Amnesty International. De opbrengsten van de verkoop gaan dan ook integraal naar deze mensenrechtenorganisatie.
- Paula Spencer (2006) (Vervolg op The Woman Who Walked Into Doors)
- Smile (2017)

### Non-fictie
- Rory en Ita (2002) (over Doyle's ouders)

### Toneel
- War (1989)
- Brown Bread (1993)
- Guess Who's Coming for the Dinner (2001)

### Kinderboeken
- The Giggler Treatment (2000)
- Rover Saves Christmas (2001)
- The Meanwhile Adventures (2004)
- Wilderness  (2007)

- Bibsys: 90554774
- Biblioteca Nacional de España: XX989603
- Bibliothèque nationale de France: cb12366102m (data)
- Catàleg d'autoritats de noms i títols de Catalunya: 981059709555706706
- CiNii: DA04884687
- Gemeinsame Normdatei: 120406799
- International Standard Name Identifier: 0000 0001 0874 9380
- Library of Congress Control Number: n88194537
- Nationale Bibliotheek van Letland: 000080327
- MusicBrainz: 500d0324-d7a8-4a0d-9a9c-8c01bb94acf3
- Bibliotheek van het Japanse parlement: 00465771
- Nationale Bibliotheek van Tsjechië: jn19990001843
- Nationale bibliotheek van Australië: 35241339
- Nationale Bibliotheek van Israël: 987007260413205171
- Nationale Bibliotheek van Polen: a0000001169817
- Nationale en Universitaire bibliotheek Zagreb: 000199554
- Nederlandse Thesaurus van Auteursnamen: 085931365
- Istituto Centrale per il Catalogo Unico: CFIV130127
- LIBRIS: 49740
- SNAC: w64f2x48
- Système universitaire de documentation: 032677545
- Trove: 878442
- Virtual International Authority File: 17301306
- WorldCat: E39PBJcrf7wCjpG3Wqgpyv4yVC